# Patricio Carvajal
Pour les articles homonymes, voir Carvajal.
Le vice-amiral Patricio Carvajal Prado, né à Santiago du Chili le 16 juillet 1916 et décédé dans la même ville le 16 juillet 1994, fut un amiral chilien, nommé à plusieurs reprises ministre ; il fut l'un des principaux meneurs du coup d'État de 1973 qui fit chuter le président Salvador Allende, et qui établit la dictature de Pinochet.

## Carrière

### Dans la marine
Il rejoignit la marine en 1931, où il fut le camarade de promotion de l'amiral José Toribio Merino. Ils furent tous deux promus au grade d'officier en 1935. Nommé Lieutenant en 1941, il devint capitaine en 1950 et commandant en 1955. 
Carvajal était un spécialiste de l'artillerie. En 1958, on le chargea d'étudier la lutte anti-sous-marine. En 1960, il devint commandeur du navire-école Esmeralda. En 1966, il fut nommé attaché naval à Londres. Depuis 1967, il occupa la charge de chef d'état-major de la marine puis en 1973, celle de chef d'État-major général des armées.
Il a reçu la médaille de l'Ordre royal de Victoria, au grade de Commandeur.

### Sous la dictature de Pinochet
À la suite du coup d'État, il fut nommé ministre de la défense chilienne en 1973 ; il occupa de nouveau ce ministère de 1983 à 1990. Il devint aussi ministre des affaires étrangères de 1974 à 1978. 
Il fut membre de l'Union démocrate indépendante, un parti conservateur ayant soutenu le régime de Pinochet.
Atteint d'un cancer de la prostate et des os, et souffrant d'une dépression sévère, Carvajal se suicida.
Il était marié à Térésa Carvallo et avait quatre enfants : Marie-Thérèse, Philippe, Pauline et Claudia.